# مسلسل

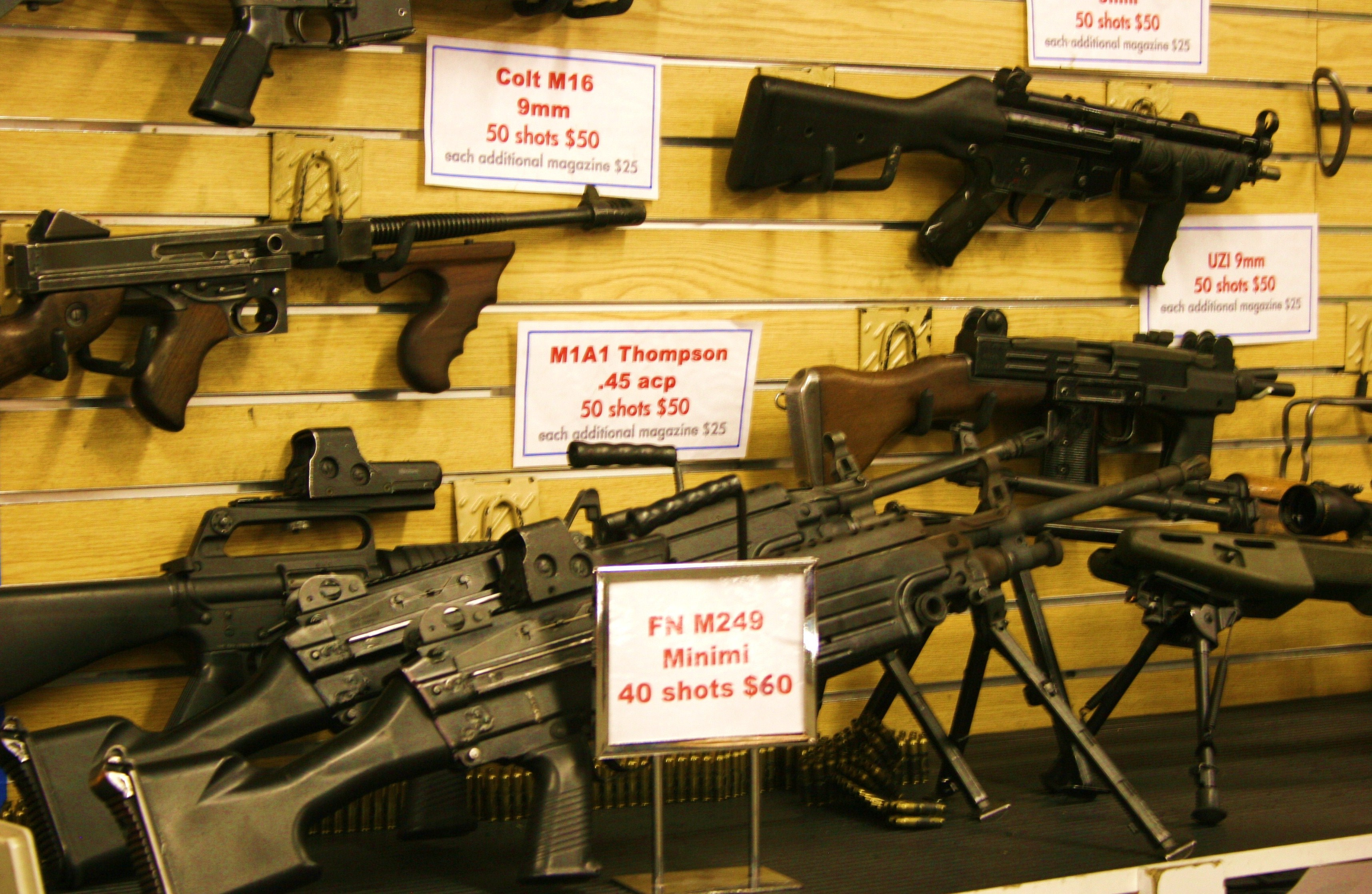
انواع مسلسل در یک مغازه اسلحه‌فروشی در ایالات متحده آمریکا.

مُسَلسَل، تیربار یا ماشین گان (به انگلیسی: Machine gun) نوعی سلاح گرم تمام خودکار است که توانایی شلیک پی‌ در پی دارد. در برخی از ارتشها مسلسل‌هایی با کالیبر بیشتر از ۲۰ میلی‌متر را «توپ مسلسل» می‌نامند.
برخلاف سلاح‌های نیمه اتوماتیک که در آن‌ها برای هر شلیک باید یکبار ماشه را چکاند، در مسلسل تا وقتی‌که ماشه کشیده باشد شلیک ادامه دارد.
مسلسل‌ها از نظر بزرگی به سه دسته سبک، متوسط (نیمه سبک) و سنگین تقسیم می‌شوند.
نخستین توپ مسلسل، مسلسل گاتلینگ ساخته فردی آمریکایی به‌نام ریچارد گاتلینگ و نخستین مسلسل گلوله‌ انداز مسلسل ماکسیم ساخته مخترع بریتانیایی هیرام ماکسیم می‌باشد.
اسلحه ثعبان

## انواع مسلسل

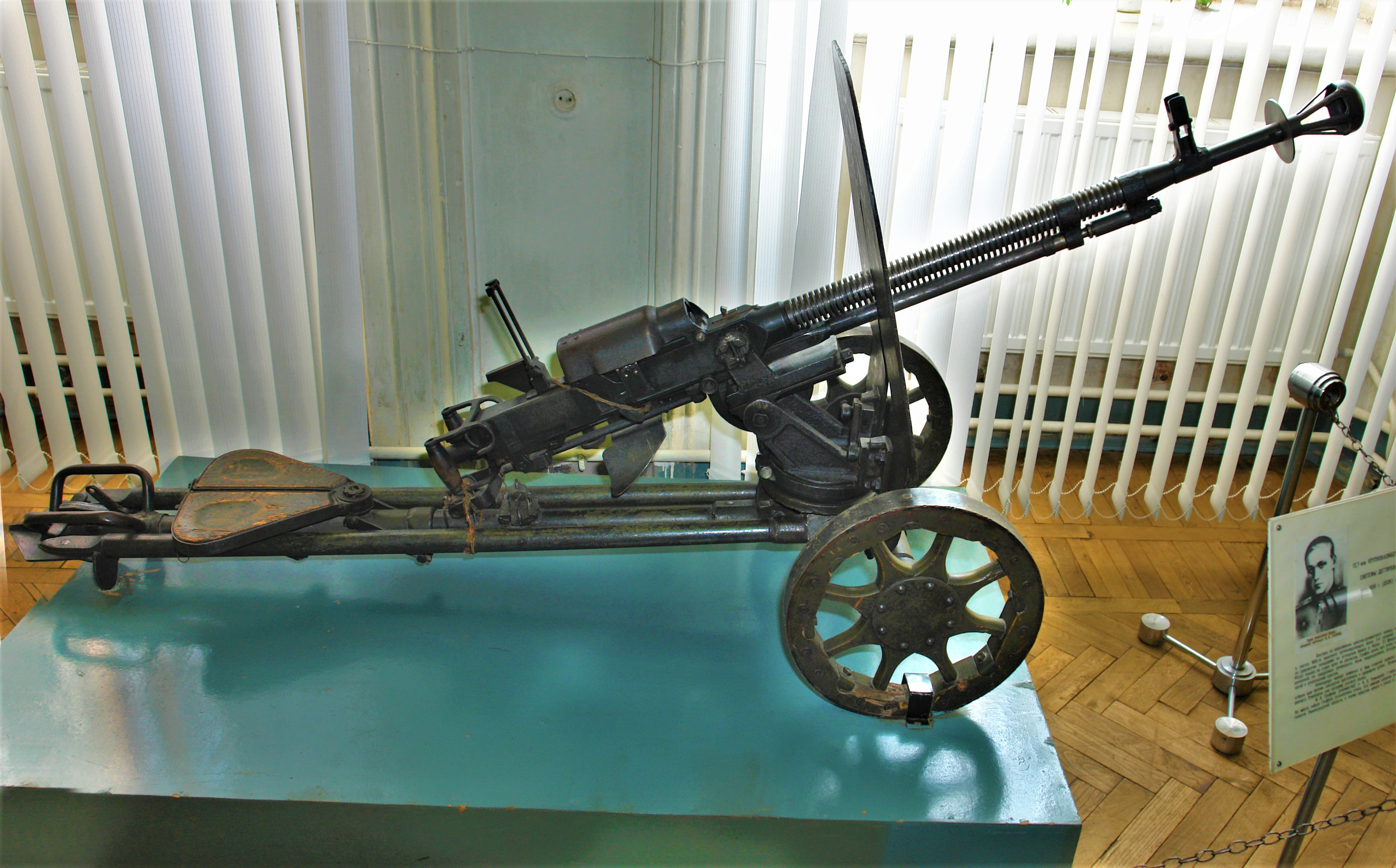
تصویری از یک مسلسل قدیمی در موزه

مسلسل‌ها به چندین دسته تقسیم می‌شوند، مسلسل‌های دستی که بسیار کوچک و سبک هستند و فشنگ مشابه فشنگ اسلحه کمری (۹ م‌م) را شلیک می‌کنند همچون یوزی یا ام‌پی۵، و تیربارها که یا با دوپایه بر روی زمین قرار داده می‌شوند یا بر روی خودروهای جنگی قرار می‌گیرند. تیربارها خود بر اساس وزن، اندازه، و کالیبر به تیربارهای سبک که وزن کمتری داشته و فشنگ‌های (۵٫۵۶x۴۵ م‌م) را شلیک می‌کنند مانند اف‌ان مینیمی، تیربارهای متوسط و چندمنظوره همچون پی‌کا و ام‌ژ۳ که معمولاً از فشنگ‌های (۷٫۶۲x۵۱ م‌م) استفاده می‌کنند و تیربارهای سنگین همچون دوشکا که از فشنگ کالیبر ۰٫۵۰ (۱۲٫۷ م‌م) یا بالاتر استفاده می‌کنند، تقسیم می‌شوند. البته حتی سبک‌ترین تیربارها هم وزن بسیار بیشتری از تفنگ‌های اتوماتیک (مانند کلاشنیکف یا ام۱۶) دارند.
بر اساس نظریه جنگی ارتش آمریکا تفاوت یک مسلسل و تفنگ اتوماتیک در روش استفاده از آن‌هاست. تفنگ یک سلاح تک‌نفره‌است اما برای استفاده از تیربار حداقل دو نفر نیاز است. با چنین تعریفی برخی سلاح‌ها ممکن است هم یک تفنگ اتوماتیک و هم یک تیربار طبقه‌بندی شوند. برای مثال ام۲۴۹ (مدل آمریکایی تیربار بلژیکی اف‌ان مینیمی) هم به عنوان یک تفنگ اتوماتیک و هم به عنوان یک تیربار سبک در ارتش آمریکا مورد استفاده است.

## محبوبیت
ام‌پی۵ (آلمان) در کنار یوزی (اسرائیل)، از مسلسل‌هایی هستند که بیشترین فروش را در سراسر جهان داشته‌اند.

## واژه‌ شناسی

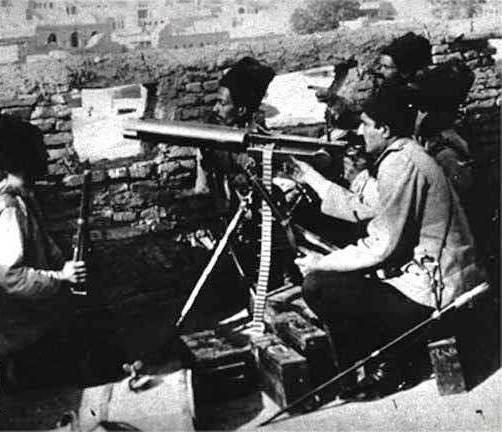
رضا خان ملقب به رضا ماکسیم پشت مسلسل

در گذشته این نوع سلاح را در ایران با نام‌های دیگر که گاه از نام کارخانه سازنده گرفته شده بود می‌نامیدند:
- آفتومات: واژه‌ای روسی (برابر با automat در فرانسوی) به معنی سلاح خودکار.
- شصت‌ تیر: به خاطر تعداد تیرهای هر خشاب نوعی تیربار متوسط.
- مترالیوز: واژه‌ای فرانسه است، به معنی تیربار (در اصل به معنی گلوله کوچک).
- ماکسیم: به نام نخستین تیربار که خود از نام مخترع آن گرفته شده ‌است.